# Lokosphinx/Saison 2015
Dieser Artikel listet Erfolge und Fahrer des Radsportteams Lokosphinx in der Saison 2015 auf.

## Erfolge in der UCI Europe Tour
| Datum      | Rennen                                        | Kat. | Fahrer            |
| ---------- | --------------------------------------------- | ---- | ----------------- |
| 18. April  | 2. Etappe Vuelta a Castilla y León            | 2.1  | Sergei Schilow    |
| 9. Mai     | 1. Etappe Vuelta a la Comunidad de Madrid     | 2.1  | Jewgeni Schalunow |
| 9.–10. Mai | Gesamtwertung Vuelta a la Comunidad de Madrid | 2.1  | Jewgeni Schalunow |
| 9. Juli    | Prolog Troféu Joaquim Agostinho (EZF)         | 2.2  | Sergei Schilow    |
| 11. Juli   | 2. Etappe Troféu Joaquim Agostinho            | 2.2  | Sergei Schilow    |
| 19. Juli   | Trofeo Matteotti                              | 1.1  | Jewgeni Schalunow |

## Abgänge – Zugänge
| Zugänge                       | Team 2014 | Abgänge             | Team 2015    |
| ----------------------------- | --------- | ------------------- | ------------ |
| Kirill Botschkow              | Neoprofi  | Arkimedes Arguelyes | Karriereende |
| Andrei Prostokischin          | Neoprofi  |                     |              |
| Dmitri Strachow               | Neoprofi  |                     |              |
| Pawel Karpenkow (ab 14. Juli) | Neoprofi  |                     |              |

## Mannschaft
| Name                 | Geburtstag        | Nationalität |
| -------------------- | ----------------- | ------------ |
| Kirill Botschkow     | 27. Februar 1996  | Russland     |
| Pawel Karpenkow      | 4. März 1992      | Russland     |
| Wassili Neustrojew   | 8. Januar 1990    | Russland     |
| Andrei Prostokischin | 24. Juli 1996     | Russland     |
| Alexei Rybalkin      | 16. November 1993 | Russland     |
| Jewgeni Schalunow    | 8. Januar 1992    | Russland     |
| Sergei Schilow       | 6. Februar 1988   | Russland     |
| Dmitri Sokolow       | 19. März 1988     | Russland     |
| Dmitri Strachow      | 17. Mai 1995      | Russland     |
| Kirill Sweschnikow   | 10. Februar 1992  | Russland     |
| Alexander Wdowin     | 21. August 1993   | Russland     |
| Sergei Wdowin        | 21. August 1993   | Russland     |